# 哈通基勞尼約克山
15°26′36″S 72°42′26″W / 15.44333°S 72.70722°W
哈通基勞尼約克山（Hatun K'irawniyuq），是秘魯的山峰，位於該國南部阿雷基帕大區的康德蘇約斯省，處於科羅普納峰以北，屬於安第斯山脈的一部分，海拔高度4,731米。